# Принцип Шаймпфлюга

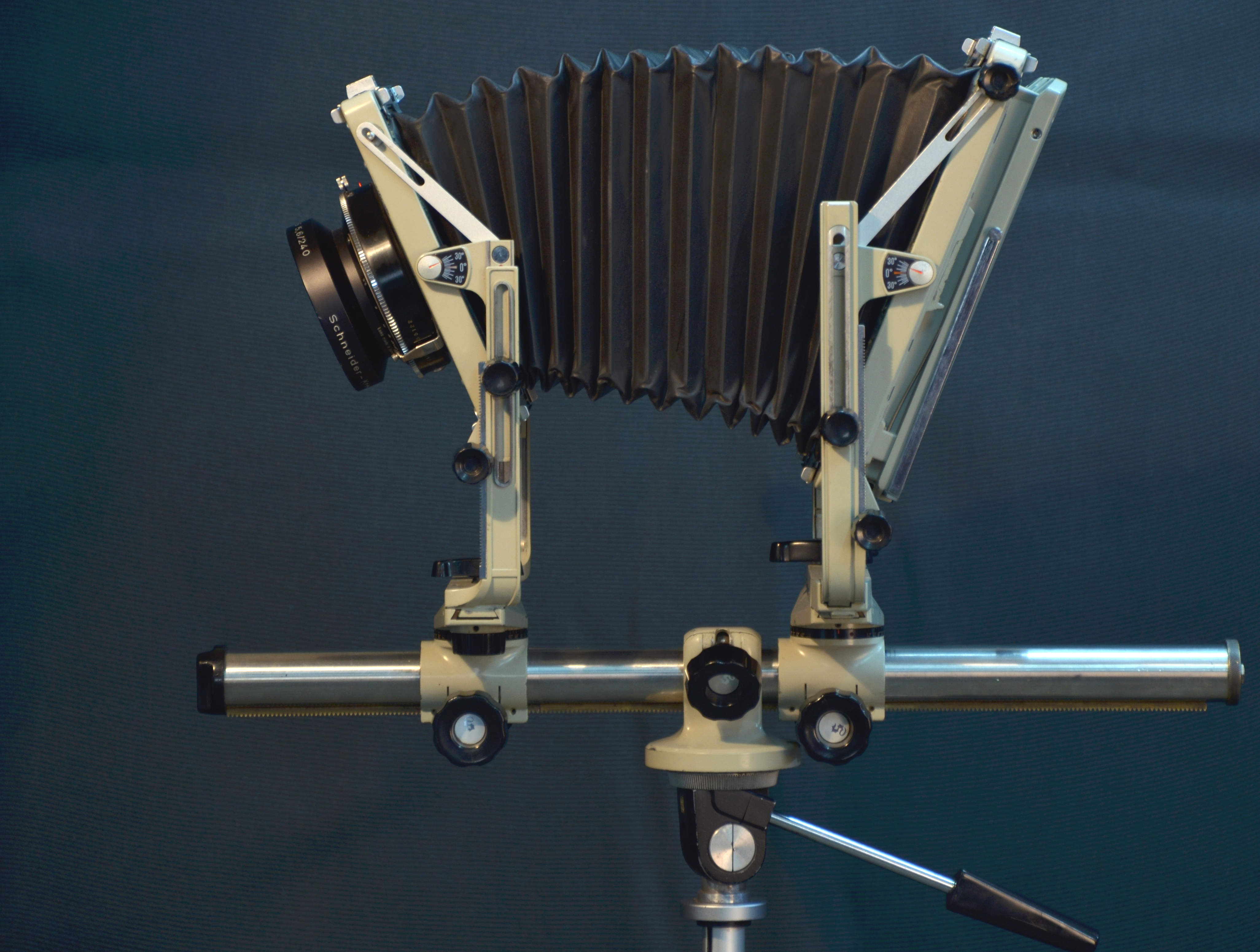
Карданная камера в конфигурации для съёмки наклонной плоскости. Объективная и кассетная части наклонены

Принцип Шаймпфлюга — закон оптики, используемый в фотографии для достижения «бесконечной глубины резкости» без диафрагмирования объектива. Использование принципа возможно только в карданных камерах, допускающих подвижки объектива и кассетной части, или при съёмке шифт-объективами, позволяющими наклонять оптическую ось.

## Описание

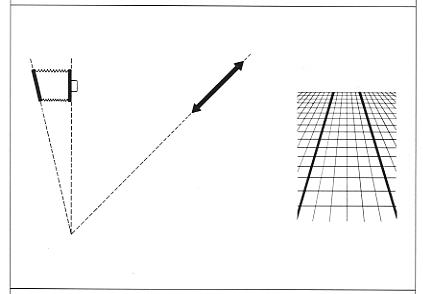
Реализация принципа Шаймпфлюга наклоном кассетной части

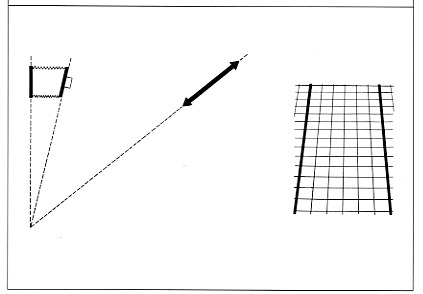
Реализация принципа Шаймпфлюга наклоном объектива

Принцип заключается в том, что если три плоскости — объекта съёмки, объективной доски и кассетной части фотоаппарата — пересекаются на одной общей прямой, изображение плоского объекта будет резким от самой ближней точки до бесконечности. Принцип назван в честь геодезиста Теодора Шаймпфлюга, сформулировавшего этот принцип в 1904 году во время занятий коррекцией перспективы при аэрофотосъёмке. Из-за небольшой высоты полёта распространённых тогда летательных аппаратов (воздушных шаров и змеев) лишь небольшая область была видна под малым надирным углом. Это заставило его работать над техническими усовершенствованиями, которые бы облегчили съёмку под большими надирными углами.
В конструкции обычных фотоаппаратов с жёстким корпусом оптическая ось объектива всегда перпендикулярна плоскости кадрового окна, а плоскость резкого изображения параллельна плоскости кадрового окна. В форматных камерах, допускающих подвижки, возможен наклон объектива и кассетной части, что позволяет совмещать резкое изображение с плоскостью светочувствительного элемента. Подбором взаимного положения объектива и негативной доски можно добиться резкого изображения всей поверхности, наклонной к фотоаппарату. В других типах фотоаппаратуры с жёстким корпусом эффект достигается при использовании шифт-объективов с функцией уклона. 
В практическом плане это может быть использовано не только при съёмке плоских предметов, но и объёмных, расположенных на разных расстояниях. Обычно для изображения таких предметов одновременно резкими прибегают к диафрагмированию объектива, чтобы увеличить глубину резко изображаемого пространства. Однако, такой приём не всегда приемлем, поскольку приводит к увеличению выдержки, недопустимому для подвижных объектов. Наклон кассетной части помогает отобразить резко предметы, расположенные в одной плоскости на разных расстояниях от фотоаппарата, лишь незначительно уменьшая относительное отверстие объектива. При этом предметы, расположенные вне плоскости резкого пространства, отображаются менее резкими, независимо от расстояния до них. Наклон объектива даёт подобный эффект, но приводит к изменению кадрировки, требуя поворота всей камеры.
Часто использованию принципа Шаймпфлюга ошибочно приписывают увеличение глубины резкости. Это неверно, поскольку последняя зависит только от фокусного расстояния объектива, дистанции наводки и относительного отверстия, и не зависит от уклонов оптической оси. В данном случае глубина резкости не увеличивается, а смещается лишь область пространства, отображаемого резко. Границы этой области, ограничивающие глубину резкости, представляют собой наклонные плоскости, также пересекающиеся с плоскостями объектива, плёнки и объекта съёмки на общей прямой.